# Reino de Boina
El Reino de Boina (también conocido como Iboina) fue un estado tradicional situado en lo que ahora es Madagascar. El reino se extendía por parte de la antigua provincia de Mahajanga (actualmente dividida entre las regiones de Sofia, Boeny, Betsiboka y Melaky).
El reino fue fundado en 1690 por el rey Andriamandisoarivo. Se centra alrededor de Boina Bay en el noroeste de Madagascar. En algún momento después de 1832 fue ocupado por Imerina y anexionado por Madagascar en 1840. El último gobernante de este reino fue la reina Tsiomeko. Boina, en el Noroeste y Menabe y en el Oeste eran los reinos existentes en el siglo dieciocho. El rey de Boina era cuasi-divino, intercediendo con Dios y los ancestros. La tierra le pertenecía. En el extremo Norte de la isla el reino de Antankarana rindió homenaje a Boina.
En el reino de Boina, la sucesión pasó a una línea de reinas desde alrededor de 1780, y esto parece haber coincidido con la creciente influencia extranjera que se centró en los comerciantes árabes e indios desde la fundación del puerto de Majunga (Mahajanga). A finales del siglo XVIII el reino se había reducido a una ciudad: el puerto de Fenoarivo. El rey Sakalava Andriontosoly del reino Boina en el área de Majunga se convirtió al islam, y huyó a las Comoras cuando perdió el poder en 1825 tras la invasión de Merina. En Majunga, los Boina tenían a su disposición un centro comercial a cargo de los operadores islamizados, el Antalotra, naturales de África oriental o Comoras. Boina fue ocupada por puestos militares de Merina, especialmente a lo largo del río Betsiboka y en la costa. En 1810 Andrianampoinimerina fue sucedido por su hijo igualmente ambicioso Radama I. Radama desarrolló un ejército muy organizado y se dispuso a conquistar Boina (el principal reino Sakalava en el Noroeste de Madagascar) y los pueblos Betsimisaraka al Este. La disensión dentro de Boina fueron emparejados por el creciente poder de sus rivales. El reino Boina había comenzado a desintegrarse después de la muerte de la gran reina Ravahiny en 1808.

## Reyes de Boina
- 1690-1720 Andriamandisoarivo (Tsimanata)
- 1720-1730 Andrianamboniarivo
- 1730-1760 Andriamahatindriarivo
- 1760-1767 Andrianahilitsy
- 1767-1770 Andrianiveniarivo
- 1770-1771 Andrianihoatra
- 1771-1777 Andrianikeniarivo
- 1777-1778 Andrianaginarivo
- 1778 Tombola
- 1778-1808 Ravahiny
- 1808-1822 Tsimalomo
- 1822-1832 Andriantsoly
- 1828-1836 Oantitsy
- 1836-1840 Tsiomeko